# Harry Van Barneveld
Harry Van Barneveld (* 18. Februar 1967 in Amsterdam) ist ein ehemaliger belgischer Judoka. Er war Olympiadritter 1996 und Europameister 1997.

## Sportliche Karriere
Der 1,95 m große Harry Van Barneveld trat im Schwergewicht oder in der offenen Klasse an. 1989 war er Siebter der Europameisterschaften. Im gleichen Jahr gewann er die Titel im Schwergewicht und in der offenen Klasse bei den Militärweltmeisterschaften. Bei den Europameisterschaften 1990 gewann er zwei Silbermedaillen: Im Schwergewicht hinter Sergei Kossorotow aus der Sowjetunion, in der offenen Klasse hinter dem Ungarn László Tolnai. Im gleichen Jahr wiederholte er seinen Doppelerfolg bei den Militärweltmeisterschaften. 1991 war Van Barneveld im Schwergewicht Siebter der Europameisterschaften. Bei den Weltmeisterschaften 1991 belegte er den siebten Platz im Schwergewicht und den fünften Platz in der offenen Klasse. 1992 unterlag er bei den Europameisterschaften im Viertelfinale gegen Sergei Kossorotow, bzw. gegen dessen Landsmann Igor Bereznitsky. Über die Hoffnungsrunde erreichte Van Barneveld zweimal den Kampf um Bronze. Im Schwergewicht unterlag er dem Niederländer Dennis Raven, in der offenen Klasse besiegte er dessen Landsmann Hans Buiting. Bei den Olympischen Spielen in Barcelona gewann Van Barneveld vier Kämpfe im Schwergewicht und verlor gegen den Japaner Naoya Ogawa und den Ungarn Imre Csösz, am Ende war der Belgier Fünfter. Im November gewann er in Tokio die offene Klasse beim Jigoro Kano Cup mit einem Finalsieg über Ogawa.
1993 erreichte er das Finale beim Tournoi de Paris und unterlag dem Japaner Koichiro Mitani. Auch bei den Europameisterschaften 1993 erreichte Van Barneveld ein Finale, dort unterlag er dem Georgier Dawit Chachaleischwili und erhielt die Silbermedaille in der offenen Klasse. Ein Jahr später gewann er erneut Silber in der offenen Klasse, diesmal hinter dem Franzosen Laurent Crost. 1995 gewann Van Barneveld Bronze mit einem Sieg über Crost. Bei den Weltmeisterschaften 1995 belegte er den fünften Platz in der offenen Klasse. 1996 unterlag er bei den Europameisterschaften in der offenen Klasse dem Esten Indrek Pertelson, erkämpfte sich aber die Bronzemedaille mit einem Sieg über den Georgier Aleksi Dawitaschwili. Bei den Olympischen Spielen in Atlanta gewann Van Barneveld seinen ersten Kampf gegen den Kubaner Frank Moreno und unterlag in seinem zweiten Kampf dem späteren Olympiasieger David Douillet aus Frankreich. In der Hoffnungsrunde besiegte Harry Van Barneveld auf seinem Weg zur Bronzemedaille den Luxemburger Igor Muller, den Österreicher Eric Krieger, den Griechen Charis Papaioannou und den Chinesen Liu Shenggang.
Bei den Europameisterschaften 1997 in Ostende unterlag Van Barneveld im Schwergewicht dem Türken Selim Tataroğlu und erhielt Bronze. In der offenen Klasse bezwang er Tataroğlu im Halbfinale und gewann dann das Finale gegen den Deutschen Volker Heyer. Bei den Weltmeisterschaften 1997 in Paris gewann Van Barneveld Bronze in der offenen Klasse. 1998 belegte der Belgier bei den Europameisterschaften den siebten Platz im Schwergewicht, im Finale der offenen Klasse unterlag er Selim Tataroğlu. Bei den Weltmeisterschaften 1999 unterlag er im Halbfinale der offenen Klasse dem Japaner Shinichi Shinohara, gewann aber den Kampf um Bronze gegen den Brasilianer Daniel Hernandes. Zum Abschluss seiner Karriere belegte Van Barneveld den neunten Platz bei den Olympischen Spielen in Sydney, nachdem er gegen David Douillet im Viertelfinale und gegen Selim Tataroğlu in der Hoffnungsrunde verlor.
Harry Van Barneveld ist Polizist in Belgien.

## Belgische Meistertitel
- Schwergewicht: 1987, 1989, 1991, 1992, 1994, 1995, 1997, 1998, 1999, 2000
- Offene Klasse: 1993